# Berg (Eppan)
Berg (italienisch Monte) ist eine Fraktion der Gemeinde Eppan an der Weinstraße im Überetsch in Südtirol (Italien).

## Lage
Die Fraktion Berg liegt im Westen der Gemeinde Eppan. Sie grenzt im Norden an die Eppaner Fraktionen Perdonig und Missian und im Osten an St. Pauls und St. Michael. Im Süden schließt sich das Gemeindegebiet von Kaltern an und im Westen, mit der Grenze auf dem Mendelkamm, die Trentiner Gemeinden Sarnonico, Borgo d’Anaunia und Ronzone.
Das Gebiet von Berg reicht von einer Höhe von 447 m bis zu 1571 m auf dem Mendelkamm. Etwa ein Drittel der Fläche bis in eine Höhe von ca. 600 m ist bewohnt und landwirtschaftlich genutzt; der Rest ist Wald.

## Ortstypik
Auf der etwa einen Kilometer breiten und drei Kilometer langen nach Westen ansteigenden Siedlungsfläche von Berg am Hangfuß des Mendelkamms sind die Wohnanwesen weit verstreut. Unter ihnen befinden sich zahlreiche historische Ansitze. Zwischen den Häusern erstrecken sich weite Apfel- und Weinanpflanzungen, wobei in diesen Lagen der Weißburgunder besonders gut gedeiht. Eine zweite Erwerbsquelle der Bewohner ist der Tourismus.
Die zentrale Verkehrsader der Fraktion ist die von St. Michael nach Perdonig führende Bergstraße (Via Monte), von der zahlreiche schmale Nebenstraßen abzweigen.

## Geschichte
Trotz zahlreicher alter Ansitze ist Berg die jüngste Fraktion von Eppan. Sie wurde per Gemeinderatsbeschluss vom 17. März 2016 aus Teilen der Fraktionen St. Pauls und St. Michael gebildet. Die Bezeichnung Eppan-Berg für die Wohngegend ist älter. Die historischen Beziehungen zu den Nachbarfraktionen bestehen zum Teil weiter. Die nördliche Seite der Bergstraße und ihrer Nebenstraßen gehört zum Schul- und Pfarrbereich St. Pauls, die südliche zu St. Michael.

## Sehenswürdigkeiten
Von den zahlreichen unter Denkmalschutz stehenden Ansitzen sind besonders das Schloss Freudenstein und der Ansitz Moos-Schulthaus hervorzuheben. Ersteres stammt aus dem 13. Jahrhundert, weist eine eigene Kapelle (St. Andreas) auf und dient heute nach aufwendiger Renovierung als Kongress- und Erholungszentrum. Ein Golf-Trainingscenter ist angeschlossen. Am Ansitz Moos-Schulthaus aus dem 14. Jahrhundert erfolgte die letzte größere bauliche Veränderung um 1650. Seit 1983 ist der Ansitz ein Museum für mittelalterliche Wohnkultur.
Die im 17. Jahrhundert erbaute und zur Pfarrei St. Pauls gehörende Kirche St. Justina besitzt einfaches Gratgewölbe und einen dreiseitigen Chorabschluss. Das Hauptmotiv des Bildes im barocken Schnitzaltar ist die heilige Justina.

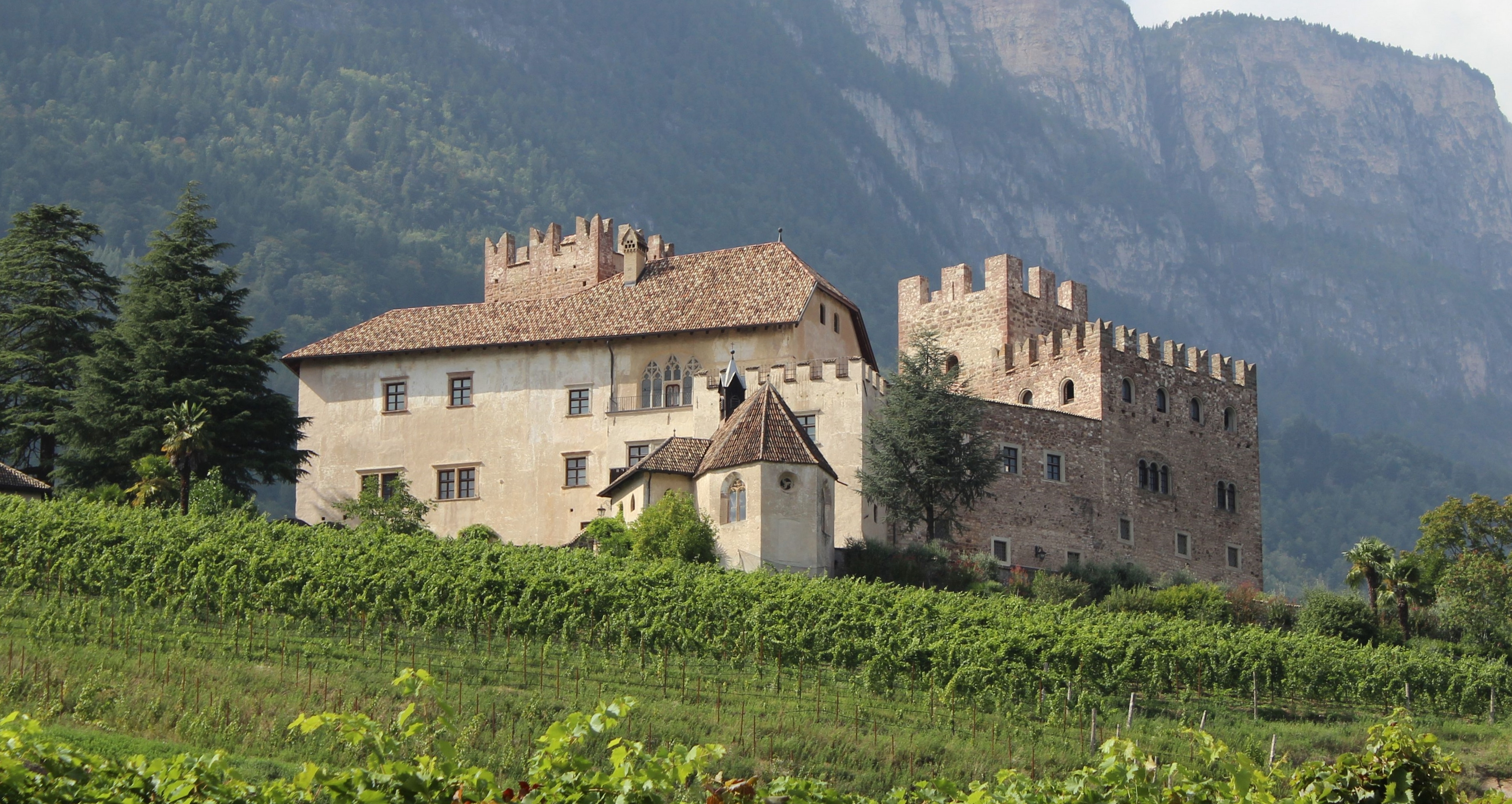
Schloss Freudenstein
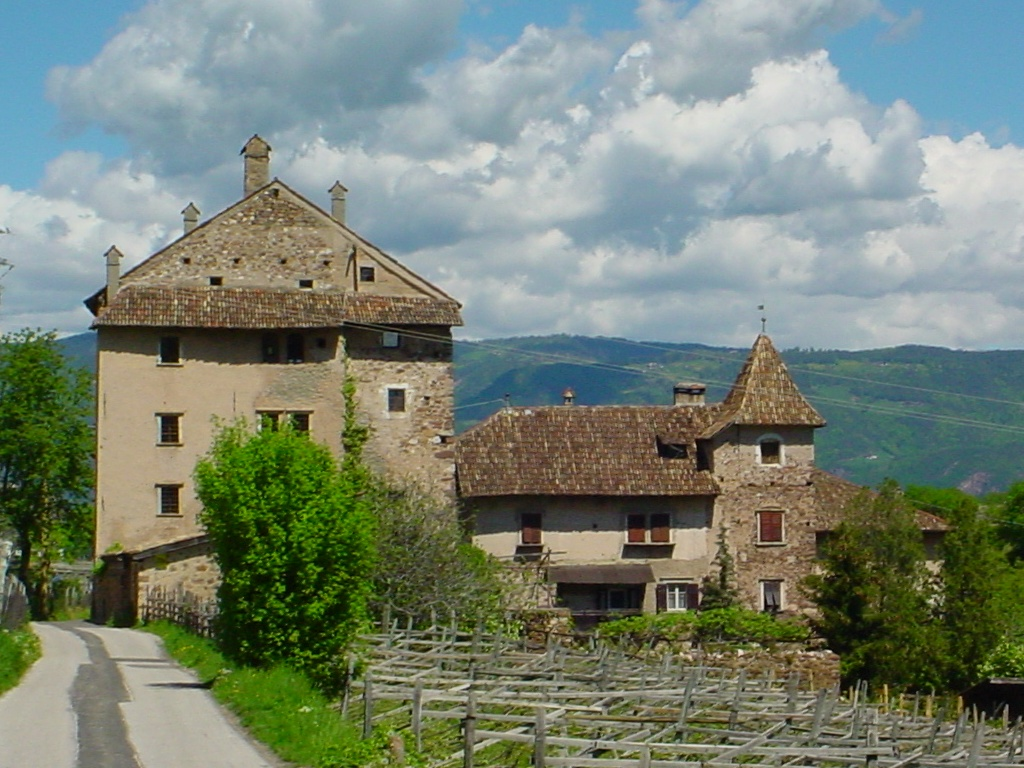
Ansitz Moos-Schulthaus
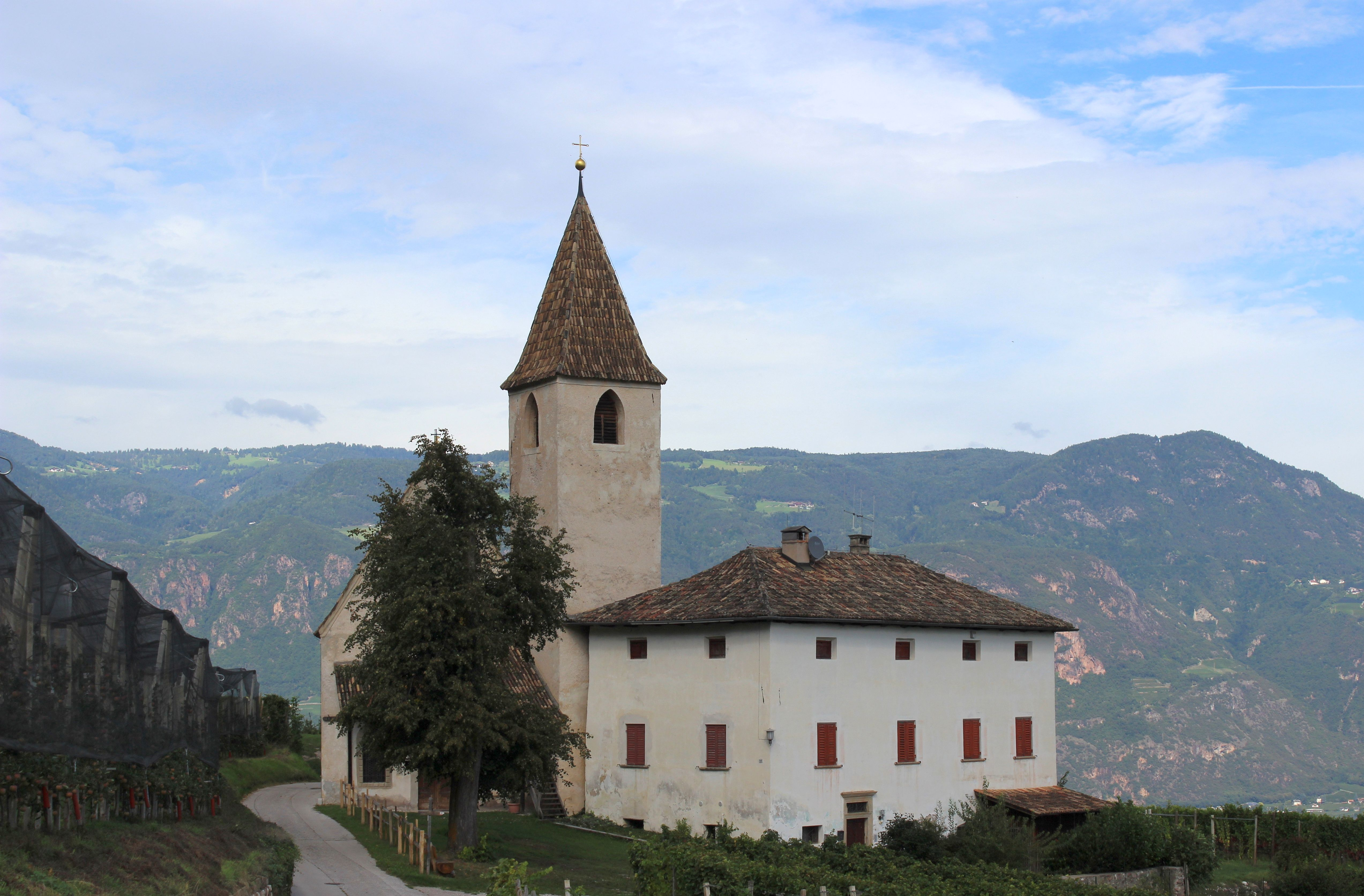
Kirche St. Justina
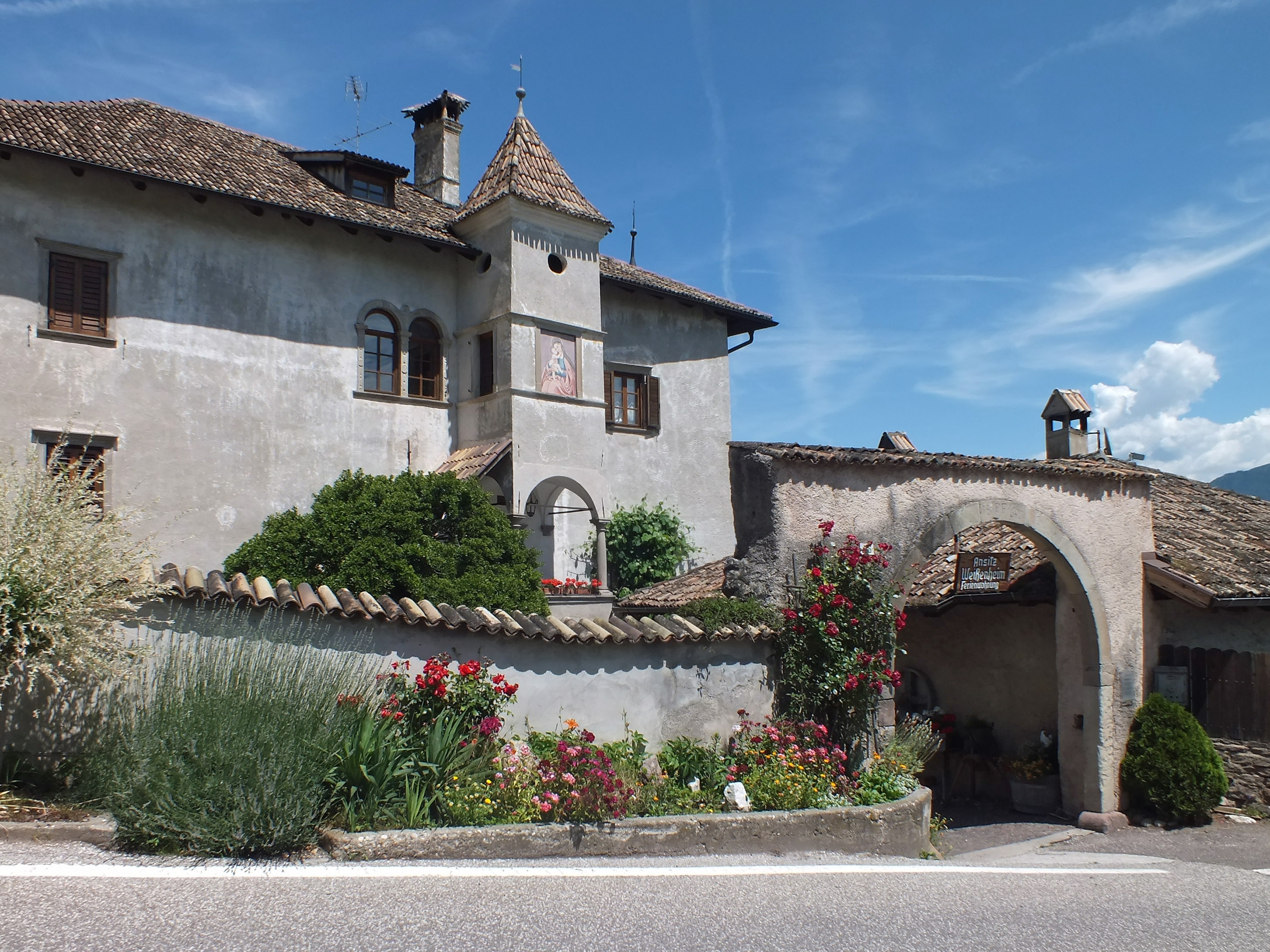
Ansitz Weißenheim
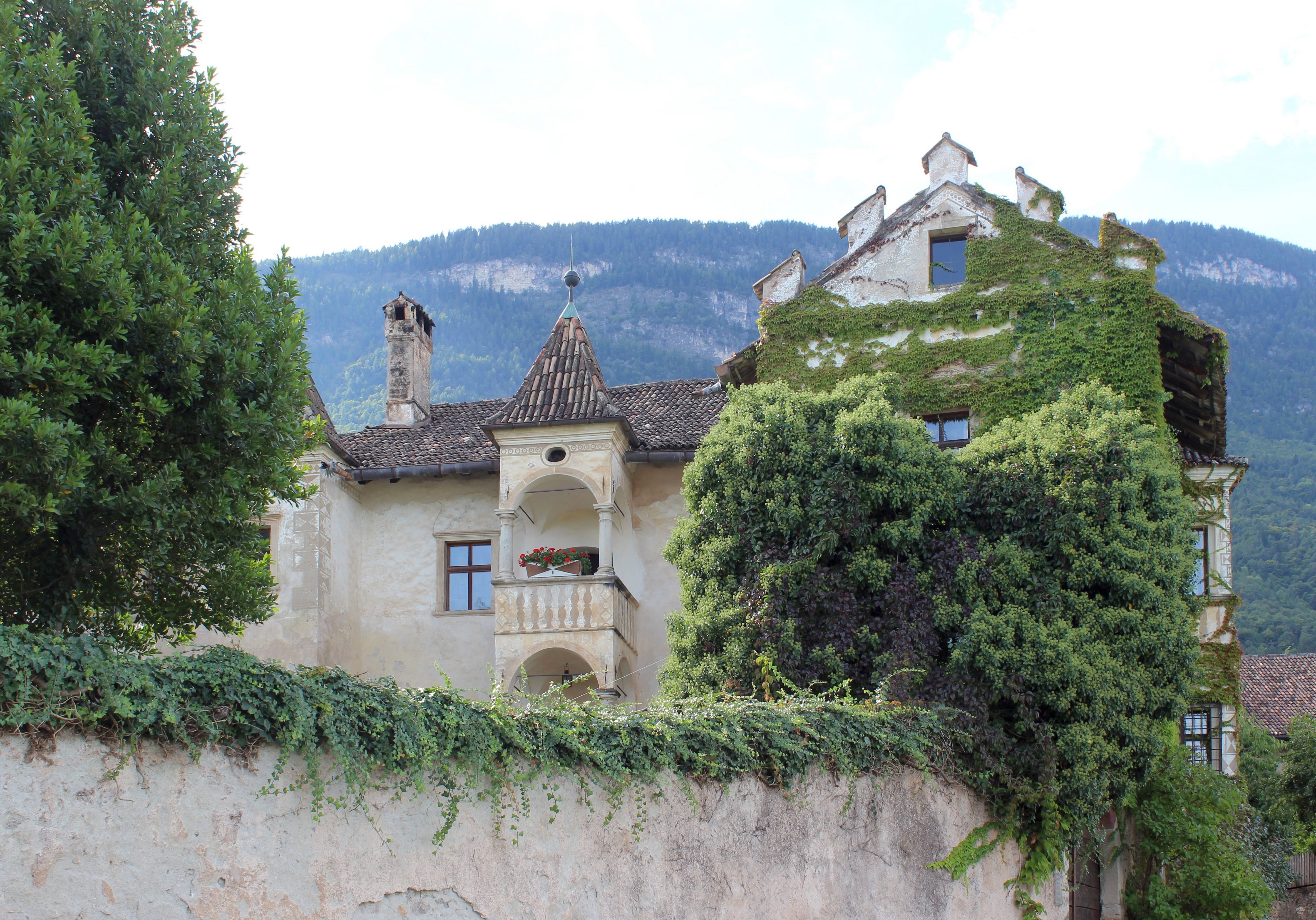
Ansitz Zinnenberg

An natürlichen Sehenswürdigkeiten sind an der Nordgrenze der Fraktion der als Naturdenkmal eingestufte Trockenrasen am Kreuzstein und das Biotop der Eppaner Eislöcher an der Südgrenze zu erwähnen.